# Tournoi de tennis de Memphis
Le tournoi de Memphis (Tennessee, États-Unis) est un tournoi de tennis professionnel sur dur masculin (ATP World Tour) et féminin (WTA Tour).

## Place dans le calendrier
- La première édition de l'épreuve masculine date de 1975.
- Jusqu'en 2001, Memphis ne présentait pas de tableau féminin. Les organisateurs ont alors acquis les droits du Tournoi de l'Oklahoma qui se tenait chaque année depuis 1986.
- En 2014, le tournoi féminin disparaît du calendrier, et le tournoi masculin est rétrogradé en catégorie ATP World Tour 250.

## Palmarès dames

### Simple
| No | Date       | Nom et lieu du tournoi                           | Catégorie | Dotation  | Surface         | Vainqueure           | Finaliste           | Score          |         |
| -- | ---------- | ------------------------------------------------ | --------- | --------- | --------------- | -------------------- | ------------------- | -------------- | ------- |
| 1  | 24-02-1986 | Virginia Slims of Oklahoma, Oklahoma City        |           | 75 000 $  | Moquette (int.) | Marcella Mesker      | Lori McNeil         | 6-4, 4-6, 6-3  | Tableau |
| 2  | 09-02-1987 | Virginia Slims of Oklahoma, Oklahoma City        |           | 75 000 $  | Dur (int.)      | Elizabeth Smylie     | Lori McNeil         | 4-6, 6-3, 7-5  | Tableau |
| 3  | 22-02-1988 | Virginia Slims of Oklahoma, Oklahoma City        | Tier V    | 100 000 $ | Moquette (int.) | Lori McNeil          | Brenda Schultz      | 6-3, 6-2       | Tableau |
| 4  | 27-02-1989 | Virginia Slims of Oklahoma, Oklahoma City        | Tier V    | 100 000 $ | Dur (int.)      | Manon Bollegraf      | Leila Meskhi        | 6-4, 6-4       | Tableau |
| 5  | 19-02-1990 | Virginia Slims of Oklahoma, Oklahoma City        | Tier IV   | 150 000 $ | Dur (int.)      | Amy Frazier          | Manon Bollegraf     | 6-4, 6-2       | Tableau |
| 6  | 18-02-1991 | Virginia Slims of Oklahoma, Oklahoma City        | Tier IV   | 150 000 $ | Dur (int.)      | Jana Novotná         | Anne Smith          | 3-6, 6-3, 6-2  | Tableau |
| 7  | 17-02-1992 | Virginia Slims of Oklahoma, Oklahoma City        | Tier IV   | 150 000 $ | Dur (int.)      | Zina Garrison        | Lori McNeil         | 7-5, 3-6, 7-6  | Tableau |
| 8  | 15-02-1993 | Virginia Slims of Oklahoma, Oklahoma City        | Tier III  | 150 000 $ | Dur (int.)      | Zina Garrison        | Patty Fendick       | 6-2, 6-2       | Tableau |
| 9  | 14-02-1994 | IGA Tennis Classic, Oklahoma City                | Tier III  | 150 000 $ | Dur (int.)      | Meredith McGrath     | Brenda Schultz      | 7-6, 7-6       | Tableau |
| 10 | 13-02-1995 | IGA Tennis Classic, Oklahoma City                | Tier III  | 161 250 $ | Dur (int.)      | Brenda Schultz       | Elena Likhovtseva   | 6-1, 6-2       | Tableau |
| 11 | 19-02-1996 | IGA Tennis Classic, Oklahoma City                | Tier III  | 164 250 $ | Dur (int.)      | Brenda Schultz       | Amanda Coetzer      | 6-3, 6-2       | Tableau |
| 12 | 17-02-1997 | IGA Tennis Classic, Oklahoma City                | Tier III  | 164 250 $ | Dur (int.)      | Lindsay Davenport    | Lisa Raymond        | 6-4, 6-2       | Tableau |
| 13 | 23-02-1998 | IGA Tennis Classic, Oklahoma City                | Tier III  | 164 250 $ | Dur (int.)      | Venus Williams       | Joannette Kruger    | 6-3, 6-2       | Tableau |
| 14 | 22-02-1999 | IGA Superthrift Classic, Oklahoma City           | Tier III  | 180 000 $ | Dur (int.)      | Venus Williams       | Amanda Coetzer      | 6-4, 6-0       | Tableau |
| 15 | 21-02-2000 | IGA Superthrift Classic, Oklahoma City           | Tier III  | 170 000 $ | Dur (int.)      | Monica Seles         | Nathalie Dechy      | 6-1, 7-63      | Tableau |
| 16 | 19-02-2001 | IGA US Indoors, Oklahoma City                    | Tier III  | 170 000 $ | Dur (int.)      | Monica Seles         | Jennifer Capriati   | 6-3, 5-7, 6-2  | Tableau |
| 17 | 18-02-2002 | Kroger St. Jude, Memphis                         | Tier III  | 170 000 $ | Dur (int.)      | Lisa Raymond         | Alexandra Stevenson | 4-6, 6-3, 7-69 | Tableau |
| 18 | 17-02-2003 | Kroger St. Jude, Memphis                         | Tier III  | 170 000 $ | Dur (int.)      | Lisa Raymond         | Amanda Coetzer      | 6-3, 6-2       | Tableau |
| 19 | 16-02-2004 | Kroger St. Jude Cellular South Cup, Memphis      | Tier III  | 190 000 $ | Dur (int.)      | Vera Zvonareva       | Lisa Raymond        | 4-6, 6-4, 7-5  | Tableau |
| 20 | 14-02-2005 | M. Keegan & Cellular South Cup, Memphis          | Tier III  | 170 000 $ | Dur (int.)      | Vera Zvonareva       | Meghann Shaughnessy | 7-63, 6-2      | Tableau |
| 21 | 20-02-2006 | M. Keegan & Cellular South Cup, Memphis          | Tier III  | 175 000 $ | Dur (int.)      | Sofia Arvidsson      | Marta Domachowska   | 6-2, 2-6, 6-3  | Tableau |
| 22 | 19-02-2007 | M. Keegan & Cellular South Cup, Memphis          | Tier III  | 175 000 $ | Dur (int.)      | Venus Williams       | Shahar Peer         | 6-1, 6-1       | Tableau |
| 23 | 25-02-2008 | M. Keegan & Cellular South Cup, Memphis          | Tier III  | 175 000 $ | Dur (int.)      | Lindsay Davenport    | Olga Govortsova     | 6-2, 6-1       | Tableau |
| 24 | 16-02-2009 | M. Keegan & Cellular South Cup, Memphis          | Intern'l  | 220 000 $ | Dur (int.)      | Victoria Azarenka    | Caroline Wozniacki  | 6-1, 6-3       | Tableau |
| 25 | 15-02-2010 | M. Keegan & Cellular South Cup, Memphis          | Intern'l  | 220 000 $ | Dur (int.)      | Maria Sharapova      | Sofia Arvidsson     | 6-2, 6-1       | Tableau |
| 26 | 14-02-2011 | Cellular South Cup, Memphis                      | Intern'l  | 220 000 $ | Dur (int.)      | Magdaléna Rybáriková | Rebecca Marino      | 6-2, 0-0, ab.  | Tableau |
| 27 | 19-02-2012 | Memphis International, Memphis                   | Intern'l  | 220 000 $ | Dur (int.)      | Sofia Arvidsson      | Marina Erakovic     | 6-3, 6-4       | Tableau |
| 28 | 18-02-2013 | US National Indoor Tennis Championships, Memphis | Intern'l  | 235 000 $ | Dur (int.)      | Marina Erakovic      | Sabine Lisicki      | 6-1, ab.       | Tableau |

### Double
| No | Date       | Nom et lieu du tournoi                          | Catégorie | Dotation  | Surface         | Vainqueures                           | Finalistes                                | Score            |         |
| -- | ---------- | ----------------------------------------------- | --------- | --------- | --------------- | ------------------------------------- | ----------------------------------------- | ---------------- | ------- |
| 1  | 24-02-1986 | Virginia Slims of Oklahoma Oklahoma City        |           | 75 000 $  | Moquette (int.) | Marcella Mesker Pascale Paradis       | Lori McNeil Catherine Suire               | 2-6, 7-6, 6-1    | Tableau |
| 2  | 09-02-1987 | Virginia Slims of Oklahoma Oklahoma City        |           | 75 000 $  | Dur (int.)      | Svetlana Cherneva Larisa Savchenko    | Lori McNeil Kim Sands                     | 6-4, 6-4         | Tableau |
| 3  | 22-02-1988 | Virginia Slims of Oklahoma Oklahoma City        | Tier V    | 100 000 $ | Moquette (int.) | Jana Novotná Catherine Suire          | Catarina Lindqvist Tine Scheuer-Larsen    | 6-4, 6-4         | Tableau |
| 4  | 27-02-1989 | Virginia Slims of Oklahoma Oklahoma City        | Tier V    | 100 000 $ | Dur (int.)      | Lori McNeil Betsy Nagelsen            | Elise Burgin Elizabeth Smylie             | Forfait          | Tableau |
| 5  | 19-02-1990 | Virginia Slims of Oklahoma Oklahoma City        | Tier IV   | 150 000 $ | Dur (int.)      | Mary Lou Piatek Wendy White           | Manon Bollegraf Lise Gregory              | 7-5, 7-2         | Tableau |
| 6  | 18-02-1991 | Virginia Slims of Oklahoma Oklahoma City        | Tier IV   | 150 000 $ | Dur (int.)      | Meredith McGrath Anne Smith           | Katrina Adams Jill Hetherington           | 6-2, 6-4         | Tableau |
| 7  | 17-02-1992 | Virginia Slims of Oklahoma Oklahoma City        | Tier IV   | 150 000 $ | Dur (int.)      | Lori McNeil Nicole Provis             | Katrina Adams Manon Bollegraf             | 3-6, 6-4, 7-6    | Tableau |
| 8  | 15-02-1993 | Virginia Slims of Oklahoma Oklahoma City        | Tier III  | 150 000 $ | Dur (int.)      | Patty Fendick Zina Garrison           | Katrina Adams Manon Bollegraf             | 6-3, 6-2         | Tableau |
| 9  | 14-02-1994 | IGA Tennis Classic Oklahoma City                | Tier III  | 150 000 $ | Dur (int.)      | Patty Fendick Meredith McGrath        | Katrina Adams Manon Bollegraf             | 7-6, 6-2         | Tableau |
| 10 | 13-02-1995 | IGA Tennis Classic Oklahoma City                | Tier III  | 161 250 $ | Dur (int.)      | Nicole Arendt Laura Golarsa           | Katrina Adams Brenda Schultz              | 6-4, 6-3         | Tableau |
| 11 | 19-02-1996 | IGA Tennis Classic Oklahoma City                | Tier III  | 164 250 $ | Dur (int.)      | Chanda Rubin Brenda Schultz           | Katrina Adams Debbie Graham               | 6-4, 6-3         | Tableau |
| 12 | 17-02-1997 | IGA Tennis Classic Oklahoma City                | Tier III  | 164 250 $ | Dur (int.)      | Rika Hiraki Nana Miyagi               | Marianne Werdel Tami Whitlinger           | 6-4, 6-1         | Tableau |
| 13 | 23-02-1998 | IGA Tennis Classic Oklahoma City                | Tier III  | 164 250 $ | Dur (int.)      | Serena Williams Venus Williams        | Cătălina Cristea Kristine Radford         | 7-5, 6-2         | Tableau |
| 14 | 22-02-1999 | IGA Superthrift Classic Oklahoma City           | Tier III  | 180 000 $ | Dur (int.)      | Lisa Raymond Rennae Stubbs            | Amanda Coetzer Jessica Steck              | 6-3, 6-4         | Tableau |
| 15 | 21-02-2000 | IGA Superthrift Classic Oklahoma City           | Tier III  | 170 000 $ | Dur (int.)      | Corina Morariu Kimberly Po            | Tamarine Tanasugarn Elena Tatarkova       | 6-4, 4-6, 6-2    | Tableau |
| 16 | 19-02-2001 | IGA US Indoors Oklahoma City                    | Tier III  | 170 000 $ | Dur (int.)      | Amanda Coetzer Lori McNeil            | Janet Lee Wynne Prakusya                  | 6-3, 2-6, 6-0    | Tableau |
| 17 | 18-02-2002 | Kroger St. Jude Memphis                         | Tier III  | 170 000 $ | Dur (int.)      | Ai Sugiyama Elena Tatarkova           | Melissa Middleton Brie Rippner            | 6-4, 2-6, 6-0    | Tableau |
| 18 | 17-02-2003 | Kroger St. Jude Memphis                         | Tier III  | 170 000 $ | Dur (int.)      | Akiko Morigami Saori Obata            | Alina Jidkova Bryanne Stewart             | 6-1, 6-1         | Tableau |
| 19 | 16-02-2004 | Kroger St. Jude Cellular South Cup Memphis      | Tier III  | 190 000 $ | Dur (int.)      | Åsa Svensson Meilen Tu                | Maria Sharapova Vera Zvonareva            | 6-4, 7-60        | Tableau |
| 20 | 14-02-2005 | M. Keegan & Cellular South Cup Memphis          | Tier III  | 170 000 $ | Dur (int.)      | Miho Saeki Yuka Yoshida               | Laura Granville Abigail Spears            | 6-3, 6-4         | Tableau |
| 21 | 20-02-2006 | M. Keegan & Cellular South Cup Memphis          | Tier III  | 175 000 $ | Dur (int.)      | Lisa Raymond Samantha Stosur          | Victoria Azarenka Caroline Wozniacki      | 7-62, 6-3        | Tableau |
| 22 | 19-02-2007 | M. Keegan & Cellular South Cup Memphis          | Tier III  | 175 000 $ | Dur (int.)      | Nicole Pratt Bryanne Stewart          | Jarmila Gajdošová Akiko Morigami          | 7-5, 4-6, [10-5] | Tableau |
| 23 | 25-02-2008 | M. Keegan & Cellular South Cup Memphis          | Tier III  | 175 000 $ | Dur (int.)      | Lindsay Davenport Lisa Raymond        | Angela Haynes Mashona Washington          | 6-3, 6-1         | Tableau |
| 24 | 16-02-2009 | M. Keegan & Cellular South Cup Memphis          | Intern'l  | 220 000 $ | Dur (int.)      | Victoria Azarenka Caroline Wozniacki  | Yuliana Fedak Michaëlla Krajicek          | 6-1, 7-62        | Tableau |
| 25 | 15-02-2010 | M. Keegan & Cellular South Cup Memphis          | Intern'l  | 220 000 $ | Dur (int.)      | Vania King Michaëlla Krajicek         | Bethanie Mattek-Sands Meghann Shaughnessy | 7-5, 6-2         | Tableau |
| 26 | 14-02-2011 | Cellular South Cup Memphis                      | Intern'l  | 220 000 $ | Dur (int.)      | Olga Govortsova Alla Kudryavtseva     | Andrea Hlaváčková Lucie Hradecká          | 6-3, 4-6, [10-8] | Tableau |
| 27 | 19-02-2012 | Memphis International Memphis                   | Intern'l  | 220 000 $ | Dur (int.)      | Andrea Hlaváčková Lucie Hradecká      | Vera Dushevina Olga Govortsova            | 6-3, 6-4         | Tableau |
| 28 | 18-02-2013 | US National Indoor Tennis Championships Memphis | Intern'l  | 235 000 $ | Dur (int.)      | Kristina Mladenovic Galina Voskoboeva | Sofia Arvidsson Johanna Larsson           | 7-65, 6-3        | Tableau |

## Palmarès messieurs

### Simple
| No | Date       | Nom et lieu du tournoi                           | Catégorie           | Dotation    | Surface         | Vainqueur          | Finaliste            | Score              |         |
| -- | ---------- | ------------------------------------------------ | ------------------- | ----------- | --------------- | ------------------ | -------------------- | ------------------ | ------- |
| 1  | 17-03-1975 | Memphis Classic, Memphis                         |                     | 60 000 $    | Moquette (int.) | Harold Solomon     | Jiří Hřebec          | 2-6, 6-1, 6-4      |         |
| 2  | 08-03-1976 | Racquet Club Classic, Memphis                    |                     | 60 000 $    | Moquette (int.) | Vijay Amritraj     | Stan Smith           | 6-2, 0-6, 6-0      |         |
| 3  | 28-02-1977 | US National Indoor Tennis Championships, Memphis |                     | 175 000 $   | Moquette (int.) | Björn Borg         | Brian Gottfried      | 6-4, 6-3, 4-6, 7-5 |         |
| 4  | 27-02-1978 | US National Indoor Tennis Championships, Memphis |                     | 225 000 $   | Moquette (int.) | Jimmy Connors      | Tim Gullikson        | 7-6, 6-3           |         |
| 5  | 26-02-1979 | US National Indoor Tennis Championships, Memphis |                     | 250 000 $   | Moquette (int.) | Jimmy Connors      | Arthur Ashe          | 6-4, 5-7, 6-3      |         |
| 6  | 25-02-1980 | US National Indoor Tennis Championships, Memphis |                     | 250 000 $   | Moquette (int.) | John McEnroe       | Jimmy Connors        | 7-6, 7-6           |         |
| 7  | 23-02-1981 | US National Indoor Tennis Championships, Memphis |                     | 200 000 $   | Moquette (int.) | Gene Mayer         | Roscoe Tanner        | 6-2, 6-4           |         |
| 8  | 08-02-1982 | US National Indoor Tennis Championships, Memphis |                     | 200 000 $   | Moquette (int.) | Johan Kriek        | John McEnroe         | 6-3, 3-6, 6-4      |         |
| 9  | 14-02-1983 | US National Indoor Tennis Championships, Memphis |                     | 250 000 $   | Moquette (int.) | Jimmy Connors      | Gene Mayer           | 7-5, 6-0           |         |
| 10 | 06-02-1984 | US National Indoor Tennis Championships, Memphis |                     | 250 000 $   | Moquette (int.) | Jimmy Connors      | Henri Leconte        | 6-3, 4-6, 7-5      |         |
| 11 | 28-01-1985 | US National Indoor Tennis Championships, Memphis |                     | 250 000 $   | Moquette (int.) | Stefan Edberg      | Yannick Noah         | 6-1, 6-0           |         |
| 12 | 03-02-1986 | US National Indoor Tennis Championships, Memphis |                     | 250 000 $   | Moquette (int.) | Brad Gilbert       | Stefan Edberg        | 7-5, 7-6           |         |
| 13 | 09-02-1987 | US National Indoor Tennis Championships, Memphis |                     | 250 000 $   | Dur (int.)      | Stefan Edberg      | Jimmy Connors        | 6-3, 2-1, ab.      |         |
| 14 | 15-02-1988 | US National Indoor Tennis Championships, Memphis |                     | 297 500 $   | Dur (int.)      | Andre Agassi       | Mikael Pernfors      | 6-4, 6-4, 7-5      |         |
| 15 | 13-02-1989 | Volvo US National Indoor, Memphis                |                     | 297 500 $   | Dur (int.)      | Brad Gilbert       | Johan Kriek          | 6-2, 6-2, ab.      |         |
| 16 | 26-02-1990 | Volvo US National Indoor, Memphis                | World Series        | 225 000 $   | Dur (int.)      | Michael Stich      | Wally Masur          | 6-7, 6-4, 7-6      |         |
| 17 | 18-02-1991 | Volvo US National Indoor, Memphis                | Championship Series | 600 000 $   | Dur (int.)      | Ivan Lendl         | Michael Stich        | 7-5, 6-3           |         |
| 18 | 10-02-1992 | Federal Express International, Memphis           | Championship Series | 630 000 $   | Dur (int.)      | MaliVai Washington | Wayne Ferreira       | 6-3, 6-2           |         |
| 19 | 08-02-1993 | Kroger St. Jude, Memphis                         | Championship Series | 655 000 $   | Dur (int.)      | Jim Courier        | Todd Martin          | 5-7, 7-64, 7-64    |         |
| 20 | 07-02-1994 | Kroger St. Jude, Memphis                         | Championship Series | 675 000 $   | Dur (int.)      | Todd Martin        | Brad Gilbert         | 6-4, 7-5           |         |
| 21 | 13-02-1995 | Kroger St. Jude, Memphis                         | Championship Series | 683 000 $   | Dur (int.)      | Todd Martin        | Paul Haarhuis        | 7-62, 6-4          |         |
| 22 | 19-02-1996 | Kroger St. Jude, Memphis                         | Championship Series | 683 000 $   | Dur (int.)      | Pete Sampras       | Todd Martin          | 6-4, 7-62          |         |
| 23 | 17-02-1997 | Kroger St. Jude, Memphis                         | Championship Series | 700 000 $   | Dur (int.)      | Michael Chang      | Todd Woodbridge      | 6-3, 6-4           |         |
| 24 | 16-02-1998 | Kroger St. Jude, Memphis                         | Series Gold         | 700 000 $   | Dur (int.)      | Mark Philippoussis | Michael Chang        | 6-3, 6-2           |         |
| 25 | 15-02-1999 | Kroger St. Jude, Memphis                         | Series Gold         | 700 000 $   | Dur (int.)      | Tommy Haas         | Jim Courier          | 6-4, 6-1           | Tableau |
| 26 | 14-02-2000 | Kroger St. Jude, Memphis                         | Series Gold         | 700 000 $   | Dur (int.)      | Magnus Larsson     | Byron Black          | 6-2, 1-6, 6-3      | Tableau |
| 27 | 19-02-2001 | Kroger St. Jude, Memphis                         | Series Gold         | 700 000 $   | Dur (int.)      | Mark Philippoussis | Davide Sanguinetti   | 6-3, 65-7, 6-3     | Tableau |
| 28 | 18-02-2002 | Kroger St. Jude, Memphis                         | Series Gold         | 700 000 $   | Dur (int.)      | Andy Roddick       | James Blake          | 6-4, 3-6, 7-5      | Tableau |
| 29 | 17-02-2003 | Kroger St. Jude, Memphis                         | Series Gold         | 665 000 $   | Dur (int.)      | Taylor Dent        | Andy Roddick         | 6-1, 6-4           | Tableau |
| 30 | 16-02-2004 | Kroger St. Jude, Memphis                         | Series Gold         | 665 000 $   | Dur (int.)      | Joachim Johansson  | Nicolas Kiefer       | 7-65, 6-3          | Tableau |
| 31 | 14-02-2005 | Regions Morgan Keegan Championships, Memphis     | Series Gold         | 665 000 $   | Dur (int.)      | Kenneth Carlsen    | Max Mirnyi           | 7-5, 7-5           | Tableau |
| 32 | 20-02-2006 | Regions Morgan Keegan Championships, Memphis     | Series Gold         | 665 000 $   | Dur (int.)      | Tommy Haas         | Robin Söderling      | 6-3, 6-2           | Tableau |
| 33 | 19-02-2007 | Regions Morgan Keegan Championships, Memphis     | Series Gold         | 732 000 $   | Dur (int.)      | Tommy Haas         | Andy Roddick         | 6-3, 6-2           | Tableau |
| 34 | 25-02-2008 | Regions Morgan Keegan Championships, Memphis     | Series Gold         | 769 000 $   | Dur (int.)      | Steve Darcis       | Robin Söderling      | 6-3, 7-65          | Tableau |
| 35 | 16-02-2009 | Regions Morgan Keegan Championships, Memphis     | ATP 500             | 1 100 000 $ | Dur (int.)      | Andy Roddick       | Radek Štěpánek       | 7-5, 7-5           | Tableau |
| 36 | 15-02-2010 | Regions Morgan Keegan Championships, Memphis     | ATP 500             | 1 100 000 $ | Dur (int.)      | Sam Querrey        | John Isner           | 63-7, 7-65, 6-3    | Tableau |
| 37 | 14-02-2011 | Regions Morgan Keegan Championships, Memphis     | ATP 500             | 1 100 000 $ | Dur (int.)      | Andy Roddick       | Milos Raonic         | 7-67, 611-7, 7-5   | Tableau |
| 38 | 20-02-2012 | Regions Morgan Keegan Championships, Memphis     | ATP 500             | 1 155 000 $ | Dur (int.)      | Jürgen Melzer      | Milos Raonic         | 7-5, 7-64          | Tableau |
| 39 | 18-02-2013 | US National Indoor Tennis Championships, Memphis | ATP 500             | 1 212 750 $ | Dur (int.)      | Kei Nishikori      | Feliciano López      | 6-2, 6-3           | Tableau |
| 40 | 10-02-2014 | US National Indoor Tennis Championships, Memphis | ATP 250             | 568 805 $   | Dur (int.)      | Kei Nishikori      | Ivo Karlović         | 6-4, 7-60          | Tableau |
| 41 | 09-02-2015 | Memphis Open, Memphis                            | ATP 250             | 585 870 $   | Dur (int.)      | Kei Nishikori      | Kevin Anderson       | 6-4, 6-4           | Tableau |
| 42 | 08-02-2016 | Memphis Open, Memphis                            | ATP 250             | 618 030 $   | Dur (int.)      | Kei Nishikori      | Taylor Fritz         | 6-4, 6-4           | Tableau |
| 43 | 13-02-2017 | Memphis Open, Memphis                            | ATP 250             | 642 750 $   | Dur (int.)      | Ryan Harrison      | Nikoloz Basilashvili | 6-1, 6-4           | Tableau |

### Double
| No | Date       | Nom et lieu du tournoi                           | Catégorie           | Dotation    | Surface         | Vainqueurs                            | Finalistes                            | Score             |         |
| -- | ---------- | ------------------------------------------------ | ------------------- | ----------- | --------------- | ------------------------------------- | ------------------------------------- | ----------------- | ------- |
| 1  | 17-03-1975 | Memphis Classic, Memphis                         |                     | 60 000 $    | Moquette (int.) | Dick Stockton Erik van Dillen         | Mark Cox Cliff Drysdale               | 1-6, 7-5, 6-4     |         |
| 2  | 08-03-1976 | Racquet Club Classic, Memphis                    |                     | 60 000 $    | Moquette (int.) | Anand Amritraj Vijay Amritraj         | Marty Riessen Roscoe Tanner           | 6-3, 6-4          |         |
| 3  | 28-02-1977 | US National Indoor Tennis Championships, Memphis |                     | 175 000 $   | Moquette (int.) | Fred McNair Sherwood Stewart          | Robert Lutz Stan Smith                | 4-6, 7-6, 7-6     |         |
| 4  | 27-02-1978 | US National Indoor Tennis Championships, Memphis |                     | 225 000 $   | Moquette (int.) | Brian Gottfried Raúl Ramírez          | Phil Dent John Newcombe               | 3-6, 7-6, 6-2     |         |
| 5  | 26-02-1979 | US National Indoor Tennis Championships, Memphis |                     | 250 000 $   | Moquette (int.) | Wojtek Fibak Tom Okker                | Frew McMillan Dick Stockton           | 6-4, 6-4          |         |
| 6  | 25-02-1980 | US National Indoor Tennis Championships, Memphis |                     | 250 000 $   | Moquette (int.) | Brian Gottfried John McEnroe          | Rod Frawley Tomáš Šmíd                | 6-3, 6-7, 7-6     |         |
| 7  | 23-02-1981 | US National Indoor Tennis Championships, Memphis |                     | 200 000 $   | Moquette (int.) | Gene Mayer Sandy Mayer                | Mike Cahill Tom Gullikson             | 7-6, 6-7, 7-6     |         |
| 8  | 08-02-1982 | US National Indoor Tennis Championships, Memphis |                     | 200 000 $   | Moquette (int.) | Kevin Curren Steve Denton             | Peter Fleming John McEnroe            | 7-6, 4-6, 6-2     |         |
| 9  | 14-02-1983 | US National Indoor Tennis Championships, Memphis |                     | 250 000 $   | Moquette (int.) | Peter McNamara Paul McNamee           | Tim Gullikson Tom Gullikson           | 6-3, 5-7, 6-4     |         |
| 10 | 06-02-1984 | US National Indoor Tennis Championships, Memphis |                     | 250 000 $   | Moquette (int.) | Fritz Buehning Peter Fleming          | Heinz Günthardt Tomáš Šmíd            | 6-3, 6-0          |         |
| 11 | 28-01-1985 | US National Indoor Tennis Championships, Memphis |                     | 250 000 $   | Moquette (int.) | Pavel Složil Tomáš Šmíd               | Kevin Curren Steve Denton             | 1-6, 6-3, 6-4     |         |
| 12 | 03-02-1986 | US National Indoor Tennis Championships, Memphis |                     | 250 000 $   | Moquette (int.) | Ken Flach Robert Seguso               | Guy Forget Anders Järryd              | 6-4, 4-6, 7-6     |         |
| 13 | 09-02-1987 | US National Indoor Tennis Championships, Memphis |                     | 250 000 $   | Dur (int.)      | Anders Järryd Jonas Svensson          | Sergio Casal Emilio Sánchez           | 6-4, 6-2          |         |
| 14 | 15-02-1988 | US National Indoor Tennis Championships, Memphis |                     | 297 500 $   | Dur (int.)      | Kevin Curren David Pate               | Peter Lundgren Mikael Pernfors        | 6-2, 6-2          |         |
| 15 | 13-02-1989 | Volvo US National Indoor, Memphis                |                     | 297 500 $   | Dur (int.)      | Paul Annacone Christo van Rensburg    | Scott Davis Tim Wilkison              | 7-6, 6-7, 6-1     |         |
| 16 | 26-02-1990 | Volvo US National Indoor, Memphis                | World Series        | 225 000 $   | Dur (int.)      | Darren Cahill Mark Kratzmann          | Udo Riglewski Michael Stich           | 7-5, 6-2          |         |
| 17 | 18-02-1991 | Volvo US National Indoor, Memphis                | Championship Series | 600 000 $   | Dur (int.)      | Udo Riglewski Michael Stich           | John Fitzgerald Laurie Warder         | 7-5, 6-3          |         |
| 18 | 10-02-1992 | Federal Express International, Memphis           | Championship Series | 630 000 $   | Dur (int.)      | Todd Woodbridge Mark Woodforde        | Kevin Curren Gary Muller              | 7-5, 4-6, 7-6     |         |
| 19 | 08-02-1993 | Kroger St. Jude, Memphis                         | Championship Series | 655 000 $   | Dur (int.)      | Todd Woodbridge Mark Woodforde        | Jacco Eltingh Paul Haarhuis           | 7-5, 6-2          |         |
| 20 | 07-02-1994 | Kroger St. Jude, Memphis                         | Championship Series | 675 000 $   | Dur (int.)      | Byron Black Jonathan Stark            | Jim Grabb Jared Palmer                | 7-6, 6-4          |         |
| 21 | 13-02-1995 | Kroger St. Jude, Memphis                         | Championship Series | 683 000 $   | Dur (int.)      | Jared Palmer Richey Reneberg          | Tommy Ho Brett Steven                 | 4-6, 7-6, 6-1     |         |
| 22 | 19-02-1996 | Kroger St. Jude, Memphis                         | Championship Series | 683 000 $   | Dur (int.)      | Mark Knowles Daniel Nestor            | Todd Woodbridge Mark Woodforde        | 6-4, 7-5          |         |
| 23 | 17-02-1997 | Kroger St. Jude, Memphis                         | Championship Series | 700 000 $   | Dur (int.)      | Ellis Ferreira Patrick Galbraith      | Rick Leach Jonathan Stark             | 6-3, 3-6, 6-1     |         |
| 24 | 16-02-1998 | Kroger St. Jude, Memphis                         | Series Gold         | 700 000 $   | Dur (int.)      | Todd Woodbridge Mark Woodforde        | Ellis Ferreira David Roditi           | 6-3, 6-4          |         |
| 25 | 15-02-1999 | Kroger St. Jude, Memphis                         | Series Gold         | 700 000 $   | Dur (int.)      | Todd Woodbridge Mark Woodforde        | Sébastien Lareau Alex O'Brien         | 6-3, 6-4          | Tableau |
| 26 | 14-02-2000 | Kroger St. Jude, Memphis                         | Series Gold         | 700 000 $   | Dur (int.)      | Justin Gimelstob Sébastien Lareau     | Jim Grabb Richey Reneberg             | 6-2, 6-4          | Tableau |
| 27 | 19-02-2001 | Kroger St. Jude, Memphis                         | Series Gold         | 700 000 $   | Dur (int.)      | Bob Bryan Mike Bryan                  | Alex O'Brien Jonathan Stark           | 6-3, 7-63         | Tableau |
| 28 | 18-02-2002 | Kroger St. Jude, Memphis                         | Series Gold         | 700 000 $   | Dur (int.)      | Brian MacPhie Nenad Zimonjić          | Bob Bryan Mike Bryan                  | 6-3, 3-6, [10-4]  | Tableau |
| 29 | 17-02-2003 | Kroger St. Jude, Memphis                         | Series Gold         | 665 000 $   | Dur (int.)      | Mark Knowles Daniel Nestor            | Bob Bryan Mike Bryan                  | 6-2, 7-63         | Tableau |
| 30 | 16-02-2004 | Kroger St. Jude, Memphis                         | Series Gold         | 665 000 $   | Dur (int.)      | Bob Bryan Mike Bryan                  | Jeff Coetzee Chris Haggard            | 6-3, 6-4          | Tableau |
| 31 | 14-02-2005 | Regions Morgan Keegan Championships, Memphis     | Series Gold         | 665 000 $   | Dur (int.)      | Simon Aspelin Todd Perry              | Bob Bryan Mike Bryan                  | 6-4, 6-4          | Tableau |
| 32 | 20-02-2006 | Regions Morgan Keegan Championships, Memphis     | Series Gold         | 665 000 $   | Dur (int.)      | Chris Haggard Ivo Karlović            | James Blake Mardy Fish                | 0-6, 7-5, [10-5]  | Tableau |
| 33 | 19-02-2007 | Regions Morgan Keegan Championships, Memphis     | Series Gold         | 732 000 $   | Dur (int.)      | Eric Butorac Jamie Murray             | Julian Knowle Jürgen Melzer           | 7-5, 6-3          | Tableau |
| 34 | 25-02-2008 | Regions Morgan Keegan Championships, Memphis     | Series Gold         | 769 000 $   | Dur (int.)      | Mahesh Bhupathi Mark Knowles          | Sanchai Ratiwatana Sonchat Ratiwatana | 7-65, 6-2         | Tableau |
| 35 | 16-02-2009 | Regions Morgan Keegan Championships, Memphis     | ATP 500             | 1 100 000 $ | Dur (int.)      | Mardy Fish Mark Knowles               | Travis Parrott Filip Polášek          | 7-67, 6-1         | Tableau |
| 36 | 15-02-2010 | Regions Morgan Keegan Championships, Memphis     | ATP 500             | 1 100 000 $ | Dur (int.)      | John Isner Sam Querrey                | Ross Hutchins Jordan Kerr             | 6-4, 6-4          | Tableau |
| 37 | 14-02-2011 | Regions Morgan Keegan Championships, Memphis     | ATP 500             | 1 100 000 $ | Dur (int.)      | Max Mirnyi Daniel Nestor              | Eric Butorac Jean-Julien Rojer        | 6-2, 66-7, [10-3] | Tableau |
| 38 | 20-02-2012 | Regions Morgan Keegan Championships, Memphis     | ATP 500             | 1 155 000 $ | Dur (int.)      | Max Mirnyi Daniel Nestor              | Ivan Dodig Marcelo Melo               | 4-6, 7-5, [10-7]  | Tableau |
| 39 | 18-02-2013 | US National Indoor Tennis Championships, Memphis | ATP 500             | 1 212 750 $ | Dur (int.)      | Bob Bryan Mike Bryan                  | James Blake Jack Sock                 | 6-1, 6-2          | Tableau |
| 40 | 10-02-2014 | US National Indoor Tennis Championships, Memphis | ATP 250             | 568 805 $   | Dur (int.)      | Eric Butorac Raven Klaasen            | Bob Bryan Mike Bryan                  | 6-4, 6-4          | Tableau |
| 41 | 09-02-2015 | Memphis Open, Memphis                            | ATP 250             | 585 870 $   | Dur (int.)      | Mariusz Fyrstenberg Santiago González | Artem Sitak Donald Young              | 5-7, 7-61, [10-8] | Tableau |
| 42 | 08-02-2016 | Memphis Open, Memphis                            | ATP 250             | 618 030 $   | Dur (int.)      | Mariusz Fyrstenberg Santiago González | Steve Johnson Sam Querrey             | 6-4, 6-4          | Tableau |
| 43 | 13-02-2017 | Memphis Open, Memphis                            | ATP 250             | 642 750 $   | Dur (int.)      | Brian Baker Nikola Mektić             | Ryan Harrison Steve Johnson           | 6-3, 6-4          | Tableau |